# Cypselea
Cypselea es un género con tres especies de fanerógamas perteneciente a la familia Aizoaceae.

## Taxonomía
Cypselea fue descrita por el  Pierre Jean François Turpin, y publicado en Ann. Mus. Natl. Hist. Nat. 7: 219 (1806).  La especie tipo es: Cypselea humifusa Turpin

## Especies
- Cypselea humifusa
- Cypselea meziana
- Cypselea rubriflora